# Harsijotef
Harsijotef war ein nubischer König.

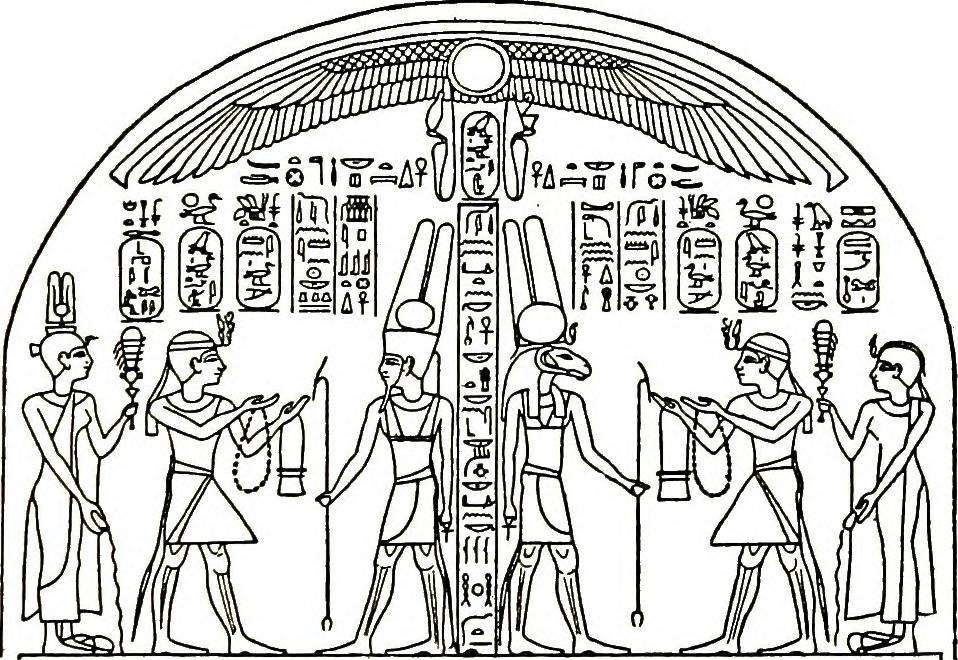
Stele des Harsijotef

Er ist von seiner Pyramide Nu 13 in Nuri, einer Inschrift im Tempel T von Kawa und einer großen Stele, die 1862 beim Berg Barkal gefunden wurde, bekannt. Auf dieser Stele befinden sich die Annalen seiner Regierungszeit und Harsijotef ist danach einer der bestbezeugten nubischen Herrscher überhaupt. Mit mindestens 35 Regierungsjahren ist er auch der nubische Herrscher, von dem wir die längste dokumentierte Regierungszeit haben.
Harsijotef war der Sohn einer Königin mit dem Namen Atasamalo, die in der Pyramide Nu 61 in Nuri begraben wurde und den Titel ‚Königsschwester‘ trug. Sein Vater ist unbekannt. Seine Gemahlin war Batahaliye und wurde in der Pyramide Nu 44 in Nuri begraben.
Die wichtigsten Ereignisse auf der oben genannten Stele sind Kämpfe in seinen Regierungsjahren 3, 5 und 6 gegen die Mededet (wohl die Meded-Nomaden), die sich anscheinend in der östlichen Wüste aufhielten. In den Jahren 2, 18 und 23 werden Kämpfe gegen die Reheres Nomaden vermerkt, die Meroe und die Gegend um die Stadt unsicher machten. Im Jahr 11 wird die Unterdrückung von Aufständen bei Mirgissa erwähnt und im Jahr 16 und 35 werden Kriege in Unternubien gegen die Mechiuf angeführt.
Daneben werden auf dem Annalenstein Bauarbeiten und Stiftungen an diversen Tempeln erwähnt. Schließlich findet man die Nennung von Festen, die an verschiedenen Orten in Tempeln zu Ehren von Göttern abgehalten wurden.
Harsijotef datiert wohl in das erste Drittel des 4. vorchristlichen Jahrhunderts. Seine Inschrift zeigt, dass Nubien zu dieser Zeit ein machtvoller Staat war, der eine aggressive Außenpolitik betrieb.

## Titel
Horusname: Kanacht-Chaemnepet 

Nebti-Name: Nedjnetjeru 

Goldname: Wefti-chasutnebet 

Thronname: Sameriamun 

Eigenname: Harsijotef